# Macroprotodon mauritanicus
Espèce
Synonymes
- Macroprotodon cucullatus mauritanicus Guichenot, 1850

Macroprotodon mauritanicus est une espèce de serpent de la famille des Colubridae.

## Répartition
Cette espèce se rencontre au Maroc, en Algérie, en Tunisie, aux Baléares et à Lampedusa en Italie.

## Publication originale
- Guichenot, 1850 : Histoire naturelle des reptiles et des poissons de l’Algérie. Exploration Scientifique de l’Algérie pendant les années 1840, 1841, 1842. Imprimerie Nationale, Paris, p. 1-30.